# Хан Соло. Звёздные войны: Истории
«Хан Со́ло. Звёздные во́йны: Исто́рии» (англ. Solo: A Star Wars Story) — американский космический вестерн, режиссёра Рона Ховарда, по сценарию Джонатана и Лоуренса Кэзданов. Второй полнометражный спин-офф и десятый фильм киносаги «Звёздные войны». Относительно внутренней хронологии саги основные события фильма происходят до IV эпизода киносаги.
Первоначально режиссёрами проекта были Фил Лорд и Кристофер Миллер, однако 21 июня 2017 года они были уволены из-за серьёзных творческих разногласий со студией и сценаристами. Уже 22 июня 2017 года было объявлено, что новым режиссёром стал Рон Ховард. Премьера состоялась 10 мая 2018 года в Лос-Анджелесе и 15 мая в Каннах. 24 мая фильм вышел в прокат СНГ (не всего), а 25 мая — CША и остальных стран мира.
Бюджет на съёмки фильма составил около 275 млн долларов, что сделало «Хана Соло» одним из самых дорогих фильмов в истории. Отчасти это связано с тем, что Ховарду пришлось переснимать около 70 % фильма. Критики достаточно позитивно приняли фильм, отмечая игру актёров (особенно Эренрайка и Гловера), визуальные эффекты, музыку. При этом в прокате «Соло» в целом выступил неудачно, ряд экспертов даже окрестили его первым кассовым провалом в истории саги. Фильм заработал всего 392,9 млн долларов (213,8 млн долларов в США и Канаде и 179,1 млн долларов в остальном мире). Это самый скромный показатель из всех 11 полнометражных художественных фильмов саги. При этом для общей окупаемости проекта фильм должен был заработать чуть более 500 млн долларов. Фильм более чем в 2,5 раза уступил в сборах первому спин-оффу саги «Изгой-один», вышедшему в 2016 году и собравшему 1,05 млрд долларов. В качестве причин провала критики называли неудачную дату выхода, недостаточно эффективную рекламную кампанию и некоторую усталость аудитории от «Звёздных войн». «Хан Соло» стал четвёртым фильмом франшизы за 29 месяцев и вышел всего через 5 месяцев после фильма «Последние джедаи» (сборы 1,33 млрд долларов).

## Сюжет
Настало время бесправия.
ПРЕСТУПНЫЕ СИНДИКАТЫ борются за ресурсы: продукты питания, медикаменты и ГИПЕРТОПЛИВО.
На планете кораблестроителей КОРЕЛЛИИ, коварная ЛЕДИ ПРОКСИМА втягивает беглецов в мир криминала, в обмен на кров и покровительство.
В этих трущобах пытается выжить юноша, одержимый мечтой о полётах меж звёзд....
Оригинальный текст (англ.)It is a lawless time.

CRIME SYNDICATES compete for resources — food, medicine, and HYPERFUEL.
On the shipbuilding planet of CORELLIA, the foul LADY PROXIMA forces runaways into a life of crime in exchange for shelter and protection.

On these mean streets, a young man fights for survival, but yearns to fly among the stars....
— Вступление
Хронологически действие пролога начинается через 6 лет после событий «Мести ситхов».
В судостроительном мире Кореллии молодой начинающий пилот по имени Хан и его подруга Ки’ра собираются сбежать с планеты от их хозяйки гигантской многоножки Леди Проксимы. Раздобыв достаточное количество коаксиума (супертоплива для гиперпрыжков космических кораблей), юные влюблённые успешно подкупают имперского офицера, который открывает им проход на вылетающий транспорт. Однако прежде, чем пара оказывается в терминале для отправляющихся пассажиров, телохранитель Леди Проксимы перехватывает девушку. Талисман Хана (счастливые кубики) остаётся у неё в руке. Парень обещает вернуться за своей возлюбленной, но не имея каких-либо средств для путешествий, вынужден присоединиться к Имперскому флоту в качестве лётного кадета. Тем временем имперский рекрутинговый офицер во время записи в добровольцы присваивает Хану фамилию «Соло». Это было связано со сказанной офицеру фразой о том, что «Хан один и у него никого нет».
Три года спустя 22-летний Хан, исключённый из Имперской лётной академии за неподчинение вышестоящему командиру, в грязи сражается на планете Мимбан простым пехотинцем. В разгаре боя Соло встречает капитана Тобиаса Бекетта. Видя на его броне смертельные следы от выстрелов, Соло понимает что Бекетт украл броню у мертвого солдата чтобы прикинуться имперским капитаном. После боя оказывается, что Беккетт не один: его банда притворяется солдатами, чтобы раздобыть летающий танк Имперского флота. Соло решается на шантаж, требуя взять его с собой подальше от охваченной войной планеты. Однако Бекетт, имитируя капитана, приказывает первому встречному лейтенанту арестовать Соло за дезертирство, после чего штурмовики сажают беглеца в камеру с неким «зверем». Этим зверем оказывается пленённый вуки по имени Чубакка. Благодаря способности Хана говорить на языке вуки они работают сообща и сбегают из камеры. Испытывающий нехватку в бойцах Бекетт всё же спасает беглецов и привлекает к делу по нападению на имперский поезд, чтобы украсть оттуда крупную партию коаксиума. Между делом Хан узнаёт от Чуи, что Империя вывезла всех пленённых вуки с Кашиика и получает от Бекетта в качестве оружия бластер DL-44.
Во время диверсии отряд Бекетта сталкивается с бандой «Облачных Всадников» под предводительством Энфис Нест. В результате неравной схватки за груз гибнет почти весь экипажа Бекетта. Но и конкурентам контейнер с коаксиумом тоже не достаётся: врезавшись в вершину горы, супертопливо взрывается. Бекетт признаётся Хану, что он сильно задолжал Драйдену Восу, лидеру преступного синдиката «Багровый рассвет», для которого и предназначался весь коаксиум. Теперь он боится его гнева и предлагает Соло скрыться, пока не поздно. Соло решает остаться, став новым пилотом Бекетта.
Вместе они отправляются на яхту Воса, где Хан неожиданно встречает Ки’ру. Оказывается, что девушка, как и её хозяин Вос, являются лидерами «Багрового рассвета». Сначала Драйден намеревается убить троих героев, но в последний момент Хан предлагает похитить необработанный коаксиум с шахты на Кесселе. Вос соглашается и настаивает на включении Ки’ры в команду.
Чтобы провернуть операцию, команде нужен быстрый корабль. Ки’ра отводит героев к некому Лэндо Калриссиану, опытному контрабандисту, пилоту и азартному игроку в сабакк. Хан бросает вызов Лэндо в игре за его «самый быстрый корабль в галактике». Лэндо использует шулерские приёмы и выигрывает, но его убеждают присоединиться к миссии в обмен на долю прибыли. Команда берёт корабль — «Тысячелетний сокол» и отправляется на Кессель.
Достигнув планеты и проникнув на рудник, дроид Лэндо L3-37 подстрекает к беспорядкам. Они используют бунт и суматоху, чтобы украсть партию необработанного коаксиума, однако L3-37 сильно повреждена во время побега. В попытке её спасти Лэндо получил ранения, но Хан вовремя пришёл ему на помощь. Раненый Лэндо доверяет пилотирование корабля Хану. Тот пилотирует корабль и сокращает дугу Кесселя, проходя её менее, чем за двенадцать парсеков, чтобы избежать взрыва коаксиума. Демонстрируя отменные навыки пилотирования, Хан прорывается через имперскую блокаду, но попадает в место, которое называется «Утроба». Ею оказывается чёрная дыра, недалеко от которой обитает древняя и весьма прожорливая огромная тварь. Хан, отстрелив челнок, заманивает монстра в поле притяжения чёрной дыры, из которой тот уже не может выбраться, впрочем, как и сам «Тысячелетний сокол». Однако Беккет вводит всего одну каплю коаксиума в реактор и корабль, вырвавшись из гравитационных тисков, летит на планету Саварин, где экипаж встречается с Восом.
Неожиданно там их настигают члены банды «Облачных Всадников», которые, как выяснилось, вовсе не желают зла экипажу. Их цель — синдикат «Багровый рассвет». Бекетт не хочет идти к Восу и отправляется в бега, при этом упоминая, что на Татуине некий влиятельный гангстер набирает команду и если Хану это интересно, то у него есть отличная возможность показать себя.
Хан, Ки’ра и Чубакка встречаются с Восом. Последний не верит в то, что перед ним настоящий коаксиум и полагает, что Соло хочет его обмануть. Внезапно появляется Бекетт, который, как выяснилось, предал команду в обмен на свою жизнь и рассказал о планах Хана подставить Воса. Однако банда всадников уничтожает людей Воса, оставляя Драйдена без охраны. Бекетт предаёт и его, забирая коаксиум и беря с собой в заложники Чуи.
Соло сражается с Драйденом на его яхте. Неожиданно Ки’ра вступает в бой и убивает Драйдена, а затем советует Хану помочь «Облачным Всадникам» и уверяет, что скоро тоже присоединится к нему. Дождавшись ухода Соло, Ки’ра связывается с начальником Воса, которым оказывается бывший лорд ситхов — Мол. Она сообщает ему о неудаче миссии, и возмущённый Мол настаивает, чтобы Ки’ра отправилась к нему на Датомир. В одиночестве девушка улетает с планеты, оставляя Соло только счастливый талисман — золотые игральные кости.
Хан догоняет Бекетта с Чубаккой. После непродолжительного диалога Хан стреляет первым и убивает Бекетта, не выжидая, пока тот выстрелит. Хан и Чубакка доставляют коаксиум «Облачным Всадникам», которые раскрывают планы использования коаксиума для помощи восстанию против Империи. Хану предлагают возможность присоединиться к восстанию, но он отказывается. Предводительница выражает надежду, что когда-нибудь Хан сможет почувствовать себя более симпатизирующим делу повстанцев.
На неизвестной тропической планете Хан и Чубакка выслеживают Лэндо. Соло снова бросает вызов Лэндо, чтобы получить «Сокол». За секунды до игры Хан ловко крадёт карты Лэндо, спрятанные в рукаве, и выигрывает корабль. После Хан и Чуи в кабине «Сокола» решают отправиться на Татуин, где, по рассказам Бекетта, некий влиятельный гангстер набирает команду. В последней сцене «Тысячелетний Сокол» прыгает в гиперпространство.

## В ролях
| Актёр             | Роль                 |
| ----------------- | -------------------- |
| Олден Эренрайк    | Хан Соло             |
| Эмилия Кларк      | Ки’ра                |
| Йонас Суотамо     | Чубакка              |
| Вуди Харрельсон   | Тобиас Бекетт        |
| Дональд Гловер    | Лэндо Калриссиан     |
| Тэнди Ньютон      | Вэл                  |
| Фиби Уоллер-Бридж | L3-37                |
| Пол Беттани       | Драйден Вос          |
| Джон Фавро        | Рио Дурант (озвучка) |
| Эрин Келлиман     | Энфис Нест           |

| Актёр           | Роль                    |
| --------------- | ----------------------- |
| Линда Хант      | Леди Проксима (озвучка) |
| Харли Дёрст     | Молох                   |
| Джонатан Кэздан | Тэг Гринли              |
| Тоби Хефферман  | Бинк Отауна             |
| Дуглас Робсон   | Тэм Посла               |
| Рэй Парк        | Мол (голограмма)        |
| Сэм Уитвер      | Мол (голос)             |
| Уорик Дэвис     | Уизел                   |
| Клинт Ховард    | Ралакили                |
| Иэн Кенни       | Реболт                  |
| Энтони Дэниелс  | Так                     |

## Производство

### Создание
В феврале 2013 года CEO компании The Walt Disney Роберт Айгер подтвердил разработку двух отдельных фильмов во вселенной «Звёздных войн», сценаристами которых должны стать Лоуренс Кэздан и Саймон Кинберг. Вскоре после этого стало известно, что Дисней работает над двумя фильмами про Хана Соло и Бобу Фетта. CFO компании Disney Джей Расуло описал эти фильмы как истории о происхождении.
В июле 2015 года Lucasfilm анонсировал, что фильм из антологии Звёздных Войн, повествующий о том «как молодой Хан Соло стал тем контрабандистом, вором и подлецом, которого Оби-Ван Кеноби и Люк Скайуокер встретили в кантине Мос-Эйсли», выйдет 25 мая 2018 года. Режиссёрами проекта были названы Фил Лорд и Кристофер Миллер, а сценаристами Лоуренс и Джон Кэзданы. Кэтлин Кеннеди станет продюсером фильма, исполнительными продюсерами будут Лоуренс Кэздан и Джейсон Д. МакГатли. Появление Чубакки в фильме также было подтверждено. В мае 2016 года Лоуренс Кэздан заявил, что съёмки начнутся в январе 2017 года.

### Подбор актёров
В январе 2016 года появился список актёров, пробовавшихся на роль Хана Соло. Среди них были Майлз Теллер, Энсел Эльгорт, Дэйв Франко, Джек Рейнор, Скотт Иствуд, Логан Лерман, Эмори Коэн и Блейк Дженнер. В марте 2016 стало известно, что Олден Эренрайк, Джек Рейнор и Тэрон Эджертон находятся в списке актёров, которых рассматривают на роль Хана Соло. В мае 2016 сообщалось, что Эренрайк выбран на главную роль в фильме, это подтвердили на фестивале Star Wars Celebration: Celebration Europe III два месяца спустя. Режиссёр Миллер назвал кастинг на эту роль одним из самых трудных кастингов всех времён, добавив, что они просмотрели больше 3000 человек.
В октябре стали известны актрисы, рассматриваемые на главную женскую роль, среди них Тесса Томпсон, Наоми Скотт, Зои Кравиц, Эмилия Кларк, Кирси Клемонс, Джессика Хенвик и Адриа Архона. А на роль Лэндо Калриссиана рассматривался Дональд Гловер. Скоро появилось подтверждение о выборе Гловера на роль. Через месяц была подтверждена и кандидатура Эмилии Кларк.
В январе 2017 года стало известно, что Вуди Харрельсон ведёт переговоры по поводу роли наставника Хана Соло, и позже его появление в фильме было утверждено. В феврале к касту фильма присоединились Фиби Уоллер-Бридж, Тэнди Ньютон и Йонас Суотамо в роли Чубакки.

### Съёмки
Съёмки начались 30 января 2017 года в студии Pinewood под рабочим названием «Звёздные войны: Красная чашка». Lucasfilm анонсировал, что основные съёмки должны начаться в феврале. Брэдфорд Янг является оператором фильма. В мае 2017 года съёмки перенесли на Канарские острова и Lucasfilm поменял монтажёра фильма, вместо Криса Диккенса им стал Пьетро Скалия. Также компания решила нанять исполнителю главной роли Олдену Эренрайку инструктора по актёрской подготовке, так как была недовольна его игрой к этому моменту.
20 июня 2017 года режиссёры Лорд и Миллер покинули проект из-за «творческих разногласий», Кэтлин Кеннеди сказала, что имя нового режиссёра станет известно уже скоро. Источники сообщают, что причиной увольнения стало то, что Кеннеди и Кэздан не согласились со стилем съёмки этих режиссёров. Они полагались на импровизационный стиль, тогда как Кэздан требовал чётко следовать букве сценария.
22 июня было объявлено о том, что Рон Ховард закончит съёмки фильма.
В марте 2018 года, после того как стало известно, что Ховард переделал около 70 % фильма, было объявлено, что Лорд и Миллер не будут оспаривать указание режиссеров, а вместо этого согласились на указания исполнительных продюсеров. Дуэт увидел раннюю версию фильма Ховарда и предоставил ему свои отзывы. Постпродакшн завершен 22 апреля 2018 года.

### Музыка
Музыку к фильму написал номинант на премию «Оскар» за мультфильм «Как приручить дракона» британец Джон Пауэлл. Он стал третьим композитором, когда-либо работавшим над франшизой. Постоянный композитор «Звёздных войн» Джон Уильямс сочинил для фильма главную тему The Adventures of Han. Также Пауэлл использовал некоторые музыкальные темы из предыдущих фильмов саги, написанные Уильямсом.
Вся музыка написана Джоном Пауэллом, за исключением отмеченных случаев.
| №                   | Название | Музыка              | Длительность |
| ------------------- | --- | ------------------- | ------------ |
| 1.                  | «The Adventures of Han» | Джон Уильямс        | 3:52         |
| 2.                  | «Meet Han» (использована Star Wars Main Theme Джона Уильямса)                                                                                       |                     | 2:22         |
| 3.                  | «Corellia Chase» (использована Star Wars Main Theme Джона Уильямса)                                                                                 |                     | 3:36         |
| 4.                  | «Spaceport» |                     | 4:09         |
| 5.                  | «Flying with Chewie» |                     | 3:34         |
| 6.                  | «Train Heist» (использована Imperial Theme Джона Уильямса)                                                                                          |                     | 4:51         |
| 7.                  | «Marauders Arrive» |                     | 5:16         |
| 8.                  | «Chicken in the Pot» |                     | 2:12         |
| 9.                  | «Is This Seat Taken?» |                     | 2:39         |
| 10.                 | «L3 & Millennium Falcon» (использована Star Wars Main Theme Джона Уильямса)                                                                         |                     | 3:19         |
| 11.                 | «Lando's Closet» |                     | 2:14         |
| 12.                 | «Mine Mission» |                     | 4:14         |
| 13.                 | «Break Out» (использована Rebel Fanfare Джона Уильямса)                                                                                             |                     | 6:18         |
| 14.                 | «The Good Guy» |                     | 5:58         |
| 15.                 | «Reminiscence Therapy» (использованы Death Star Motif, Rebel Fanfare, TIE Fighter Attack, The Asteroid Field и Star Wars Main Theme Джона Уильямса) |                     | 6:14         |
| 16.                 | «Into the Maw» (использованы Rebel Fanfare и Star Wars Main Theme Джона Уильямса)                                                                   |                     | 4:52         |
| 17.                 | «Savareen Stand-Off» |                     | 4:28         |
| 18.                 | «Good Thing You Were Listening» |                     | 2:11         |
| 19.                 | «Testing Allegiance» |                     | 4:23         |
| 20.                 | «Dice & Roll» (использована Rebel Fanfare Джона Уильямса)                                                                                           |                     | 1:59         |
| Общая длительность: | Общая длительность: | Общая длительность: | 1:17:11      |

### Маркетинг
Первый тизер-трейлер и полноценный трейлер вышли 5 февраля 2018 года.
Международный трейлер вышел 1 марта 2018 года.
Второй трейлер вышел 9 апреля 2018 года.

### Релиз
Мировая премьера состоялась 10 мая 2018 года в Лос-Анджелесе и 15 мая в Каннах. В России вышел 24 мая. 25 мая вышел в CША и в остальном мире.

## Критика
Фильм получил положительные отзывы кинокритиков и зрителей, что не помешало ему провалиться в прокате. На сайте Rotten Tomatoes рейтинг составляет 70 % со средним баллом 6,3 из 10 на основе 415 рецензий. На Metacritic — 62 балла из 100 на основе 54 рецензий. Питер Трэверс из журнала Rolling Stone поставил фильму 2,5 звезды из 4.